# Conformitat

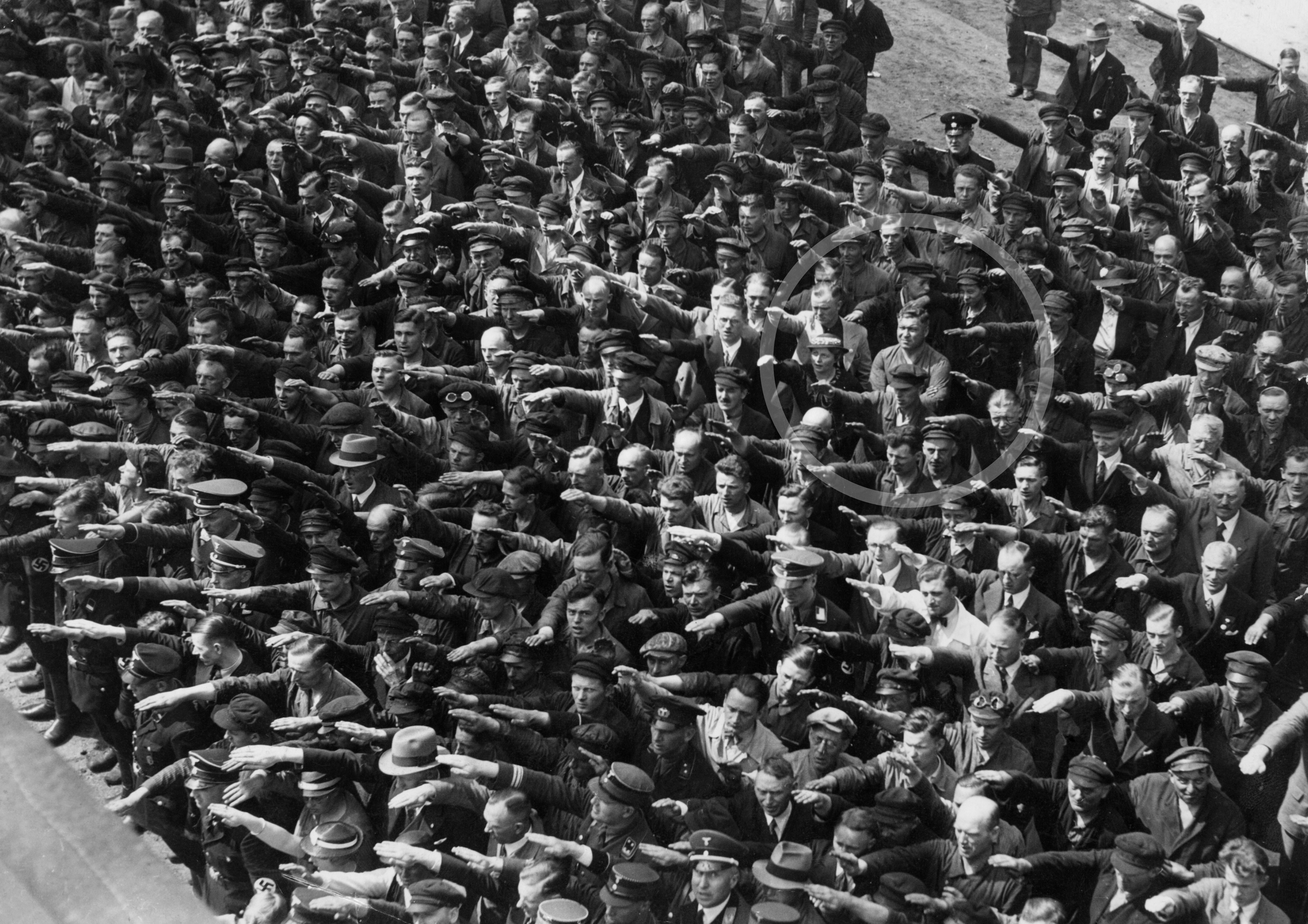
Imatge de gent que fa una salutació nazi, amb una persona que es nega a fer-la. Alemanya, 1936.

La conformitat és l'acceptació de les normes socials i el canvi de la mateixa actitud per influència dels altres. Forma part del procés de socialització, on l'individu modifica progressivament la seva conducta segons els valors i regles que va aprenent de la comunitat. Quan apareix un nou estímul que altera l'esquema mental anterior, es pot produir una internalització (la persona accepta la nova norma o model i l'incorpora als seus) o bé un xoc entre la conducta exterior i les creences internes; en aquest cas si el comportament presenta conformitat es parla d'obediència (l'individu accepta la regla malgrat no hi estigui d'acord). Si el nou estímul no és capaç de provocar la conformitat, produeix desobediència o bé és ignorat, en funció de la seva força.
La conformitat respon a les necessitats psicològiques d'afiliació: ningú no vol sentir-se rebutjat pel seu grup de referència i, per tant, intenta adaptar-se al que es considera acceptable dins d'aquesta comunitat. Els premis i reforçadors accentuen l'hàbit de conformitat, clau en el procés de l'educació d'un infant. Aquest hàbit no és inalterable i pot modificar-se sempre que es produeixi una influència social prou poderosa, independentment de l'edat del subjecte.
Si es produeix identificació amb el subjecte o grup emissor de la influència o petició de canvi, és més probable que es produeixi conformitat, com passa amb les persones que gaudeixen de popularitat als seus cercles de relació. Aquesta conformitat no sempre és conscient. També augmenten les possibilitats de canvi en l'altre si és una majoria la que propugna la innovació (pressió de grup).